# Mauro Patelli
Mauro Patelli (Bologna, 24 agosto 1957) è un chitarrista italiano.

## Biografia
Mauro Patelli detto "Pat" ha partecipato allo storico movimento rock bolognese dei primi anni ottanta, fondando i LutiChroma, band che ha collezionato un 45 giri autoprodotto, un 45 giri e un LP nastro/musicassette con Harpo's Bazaar (in seguito Italian Records) e un 33 giri con la WEA, partecipando anche al mega concerto del dicembre 1980 al Palasport di Bologna e guadagnandosi un posto tra le band più importanti del movimento rock bolognese del periodo.
Dopo quell'esperienza e dopo diversi anni nelle file dell'orchestra della discoteca Bandiera gialla di Rimini, è approdato all'allora nascente band di Luca Carboni, prendendo parte a tutti i tour (italiani ed internazionali) e le apparizioni tv del cantautore bolognese, dagli esordi ai giorni nostri, nonché partecipando attivamente alla realizzazione di album come Carboni del 1992 (ricco di hit come Ci vuole un fisico bestiale, Mare mare, La mia città, Le storie d'amore di cui è anche autore di parte della musica), Mondo del 1996, Doppio Live del 2003.
L'amicizia ed i rapporti di collaborazione di Patelli con altri artisti (uno su tutti Lucio Dalla, che dichiara pubblicamente di considerarlo "uno dei più grandi chitarristi" nel corso di un programma tv in diretta su RaiUno) gli ha permesso di scrivere musiche per lo stesso Carboni, Gianni Morandi, Paola Turci, e per cortometraggi d'autore. Tra le collaborazioni, vanno menzionate quelle con Jovanotti, Jimmy Villotti, Riccardo Sinigallia, Barbara Cola, Rosario Di Bella ed i CCCP Fedeli alla linea nell'album Canzoni, Preghiere, Danze del II Millennio - Sezione Europa.
Ha anche prestato i suoi chitarrismi e la sua voce per la realizzazione di colonne sonore di importanti film come I Picari (di Mario Monicelli, con Vittorio Gassman, Giancarlo Giannini, Nino Manfredi e tanti altri, musicato da Lucio Dalla e Mauro Malavasi), Muzungu (interpretato da Giobbe Covatta) Prima Dammi Un Bacio (di Ambrogio Lo Giudice, interpretato da Luca Zingaretti e Stefania Rocca e musicato da Lucio Dalla e Fabio Anastasi).
Dal 1993 al 2018 endorser Fender per Casale Bauer ed ha anche partecipato al cd Italy Plays Fender, assieme ai più importanti chitarristi italiani.
Nel 2002, nel corso della trasmissione tv La Bella e La Besthia in diretta su Rai 1, Lucio Dalla lo definisce pubblicamente "uno dei migliori chitarristi".

### Il Primo album di Patelli "Di Bene In Meglio"
Nel maggio 2012 Patelli dà alle stampe il primo album che lo vede impegnato in veste di cantante, autore e musicista. Il lavoro si intitola Di bene in meglio e contiene 11 canzoni a metà strada tra pop e rock, con produzione artistica dello stesso Patelli e del cantautore palermitano Francesco Cusumano. Le musiche di tutti i brani sono firmate da Patelli, che firma anche i testi di due brani, i testi dei restanti nove brani sono scritti interamente dal cantautore palermitano Francesco Cusumano. Il disco, realizzato per la parte tecnica da Francesco Cusumano, Massimiliano Salin e Serse Mai, si avvale della collaborazione in studio di diversi musicisti d'esperienza, quali Andrea Innesto (Vasco Rossi), Roberto Terzani (Litfiba), Ignazio Orlando (LutiChroma/CCCP), Giorgio Santisi (Pia Tuccitto), Roberto Drovandi (Stadio), Antonello Giorgi (Carboni), Fabio Anastasi (Carboni), Giuseppe Zanca (Maestro pluristrumentista), Massimo Sutera (Lucio Dalla), Luciano Graffi (Carboni).